# Condado de Norton
El condado de Norton (en inglés: Norton County), fundado en 1867, es uno de 105 condados del estado estadounidense de Kansas. En el año 2005, el condado tenía una población de 5,664 habitantes y una densidad poblacional de 3 personas por km². La sede del condado es Norton. El condado recibe su nombre en honor a Orloff Norton.

## Geografía
Según la Oficina del Censo, el condado tiene un área total de 2283 km² (881,5 mi²), de la cual 2274 km² (878 mi²) es tierra y 9 km² (3,474903474904 mi²) (0.40%) es agua.

### Condados adyacentes
- Condado de Furnas, Nebraska (norte)
- Condado de Harlan, Nebraska (noreste)
- Condado de Phillips (este)
- Condado de Graham (sur)
- Condado de Sheridan (suroeste)
- Condado de Decatur (oeste)

## Demografía
Según la Oficina del Censo en 2000, los ingresos medios por hogar en el condado eran de $31,050, y los ingresos medios por familia eran $37,036. Los hombres tenían unos ingresos medios de $25,983 frente a los $20,381 para las mujeres. La renta per cápita para el condado era de $16,835. Alrededor del 10.50% de la población estaban por debajo del umbral de pobreza.

## Transporte

### Autopistas principales
- Ruta Estatal de Kansas 60
- Ruta Estatal de Kansas 67
- Ruta Estatal de Kansas 173

## Localidades
Población estimada en 2004;
- Norton, 2,889
- Almena, 465
- Lenora, 294
- Clayton, 65
- Edmond, 46

### Municipios
El condado de Norton está dividido entre 5 municipios. El condado tiene a Norton como una ciudad independiente a nivel de gobierno, y todos los datos de población para el censo e las ciudades son incluidas en el municipio.

## Educación

### Distritos escolares
- Norton Community USD 211
- Northern Valley USD 212
- West Solomon USD 213